# Famille Tolkien

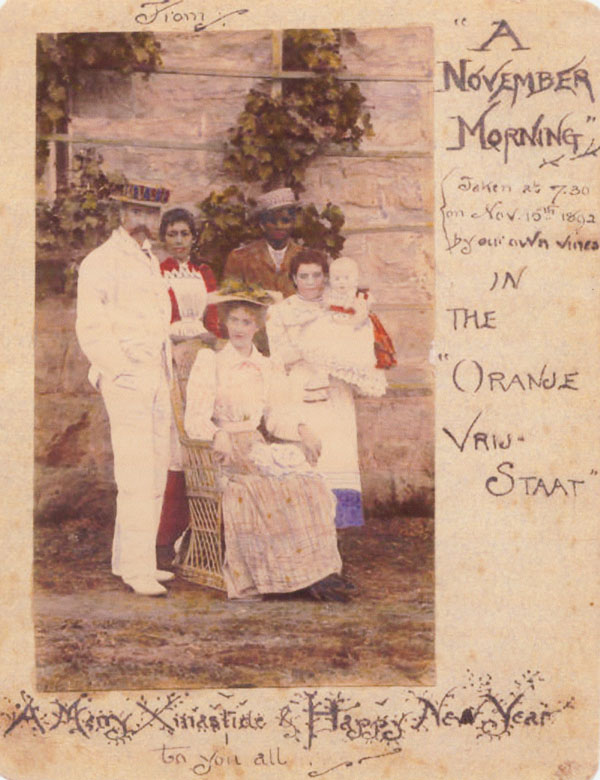
Carte de Noël manuscrite avec une photo couleur de la famille Tolkien, envoyée par Mabel Tolkien de l'État libre d'Orange à ses proches à Birmingham, le 15 novembre 1892.

La famille Tolkien est une famille britannique d'origine allemande dont le membre le plus célèbre est J. R. R. Tolkien, professeur à Oxford et auteur du Seigneur des anneaux.

## Origines
Originaires de l'est de l'Allemagne, les Tollkiehn émigrent en Angleterre au XVIIIe siècle pour des raisons incertaines : il est possible qu'ils fuient l'invasion prussienne de la Saxe durant la guerre de Sept Ans (1756). Il existait toute une mythologie familiale autour de l'histoire familiale : le biographe de J. R. R. Tolkien, Humphrey Carpenter, rapporte plusieurs histoires qui furent racontées au jeune Ronald par sa tante Grace. Selon l'une d'elles, un ancêtre nommé George von Hohenzollern aurait combattu avec bravoure au siège de Vienne en 1529, et aurait reçu en conséquence le surnom de tollkühn, « téméraire ». La famille aurait alors noué des liens avec la noblesse française et pris le nom de « du Téméraire ». En 1794, l'un des membres de la famille aurait traversé la Manche pour fuir la Révolution française, reprenant son ancien nom et l'anglicisant, ce qui donna « Tolkien ». La véracité de cette histoire est très discutable.
Au XIXe siècle, la famille Tolkien, établie dans la banlieue de Birmingham, devient « profondément anglaise » et tient une fabrique de pianos qui fait banqueroute en 1877. Le chef de la famille, John Benjamin Tolkien (?1807-1896), se reconvertit alors dans l'édition et la vente de musique. Il a onze enfants de ses deux mariages. Son deuxième fils, Arthur Reuel (1857-1896), quitte l'Angleterre pour l'Afrique du Sud en 1889, travaillant pour la Banque d'Afrique. En 1890, il est nommé directeur d'une agence à Bloemfontein, dans l'État libre d'Orange, où il est rejoint l'année suivante par sa fiancée, Mabel Suffield (1870-1904). Ils se marient le 16 avril 1891, et leur premier fils, John Ronald Reuel, naît le 3 janvier 1892.

## Arbre généalogique simplifié
|                   |                   |                                |                                |                                     |                                     |                                     |                                     |                                     |                                     |                                             |                                             |                                             |                                             |                                             |                                             |                                           |                                           |                                           |                                           | Famille SUFFIELD                     | Famille SUFFIELD                     | Famille SUFFIELD                     | Famille SUFFIELD                     | Famille SUFFIELD                     | Famille SUFFIELD                     |                                  |                                  |                            |                            |                             |                             |                               |                               |                               |                               |                               |                               |                               |                               |                               |                               |                               |                               |                                 |                                 |                                 |                                 |                                 |                                 | Famille TOLKIEN                    | Famille TOLKIEN                    | Famille TOLKIEN                    | Famille TOLKIEN                    | Famille TOLKIEN                    | Famille TOLKIEN                    |                                  |                                  |                                  |                                  |                    |                    |  |  |  |  |  |  |  |  |  |  |  |  |  |  |  |  |  |  |
|                   |                   |                                |                                |                                     |                                     |                                     |                                     |                                     |                                     |                                             |                                             |                                             |                                             |                                             |                                             |                                           |                                           |                                           |                                           | Famille SUFFIELD                     | Famille SUFFIELD                     | Famille SUFFIELD                     | Famille SUFFIELD                     | Famille SUFFIELD                     | Famille SUFFIELD                     |                                  |                                  |                            |                            |                             |                             |                               |                               |                               |                               |                               |                               |                               |                               |                               |                               |                               |                               |                                 |                                 |                                 |                                 |                                 |                                 | Famille TOLKIEN                    | Famille TOLKIEN                    | Famille TOLKIEN                    | Famille TOLKIEN                    | Famille TOLKIEN                    | Famille TOLKIEN                    |                                  |                                  |                                  |                                  |                    |                    |  |  |  |  |  |  |  |  |  |  |  |  |  |  |  |  |  |  |
|                   |                   |                                |                                |                                     |                                     |                                     |                                     |                                     |                                     |                                             |                                             |                                             |                                             |                                             |                                             |                                           |                                           |                                           |                                           | John Suffield (?1833-1930)           | John Suffield (?1833-1930)           | John Suffield (?1833-1930)           | John Suffield (?1833-1930)           | John Suffield (?1833-1930)           | John Suffield (?1833-1930)           |                                  |                                  |                            |                            |                             |                             |                               |                               |                               |                               |                               |                               |                               |                               |                               |                               |                               |                               |                                 |                                 |                                 |                                 |                                 |                                 | John Benjamin Tolkien (?1807-1896) | John Benjamin Tolkien (?1807-1896) | John Benjamin Tolkien (?1807-1896) | John Benjamin Tolkien (?1807-1896) | John Benjamin Tolkien (?1807-1896) | John Benjamin Tolkien (?1807-1896) |                                  |                                  |                                  |                                  |                    |                    |  |  |  |  |  |  |  |  |  |  |  |  |  |  |  |  |  |  |
|                   |                   |                                |                                |                                     |                                     |                                     |                                     |                                     |                                     |                                             |                                             |                                             |                                             |                                             |                                             |                                           |                                           |                                           |                                           | John Suffield (?1833-1930)           | John Suffield (?1833-1930)           | John Suffield (?1833-1930)           | John Suffield (?1833-1930)           | John Suffield (?1833-1930)           | John Suffield (?1833-1930)           |                                  |                                  |                            |                            |                             |                             |                               |                               |                               |                               |                               |                               |                               |                               |                               |                               |                               |                               |                                 |                                 |                                 |                                 |                                 |                                 | John Benjamin Tolkien (?1807-1896) | John Benjamin Tolkien (?1807-1896) | John Benjamin Tolkien (?1807-1896) | John Benjamin Tolkien (?1807-1896) | John Benjamin Tolkien (?1807-1896) | John Benjamin Tolkien (?1807-1896) |                                  |                                  |                                  |                                  |                    |                    |  |  |  |  |  |  |  |  |  |  |  |  |  |  |  |  |  |  |
|                   |                   |                                |                                |                                     |                                     |                                     |                                     |                                     |                                     |                                             |                                             |                                             |                                             |                                             |                                             |                                           |                                           |                                           |                                           |                                      |                                      |                                      |                                      |                                      |                                      |                                  |                                  |                            |                            |                             |                             |                               |                               |                               |                               |                               |                               |                               |                               |                               |                               |                               |                               |                                 |                                 |                                 |                                 |                                 |                                 |                                    |                                    |                                    |                                    |                                    |                                    |                                  |                                  |                                  |                                  |                    |                    |  |  |  |  |  |  |  |  |  |  |  |  |  |  |  |  |  |  |
|                   |                   |                                |                                |                                     |                                     |                                     |                                     |                                     |                                     |                                             |                                             |                                             |                                             |                                             |                                             |                                           |                                           |                                           |                                           |                                      |                                      |                                      |                                      |                                      |                                      |                                  |                                  |                            |                            |                             |                             |                               |                               |                               |                               |                               |                               |                               |                               |                               |                               |                               |                               |                                 |                                 |                                 |                                 |                                 |                                 |                                    |                                    |                                    |                                    |                                    |                                    |                                  |                                  |                                  |                                  |                    |                    |  |  |  |  |  |  |  |  |  |  |  |  |  |  |  |  |  |  |
| 3 fils et 1 fille | 3 fils et 1 fille | 3 fils et 1 fille              | 3 fils et 1 fille              | 3 fils et 1 fille                   | 3 fils et 1 fille                   |                                     |                                     |                                     |                                     | Edith « May » (1865-1936) = Walter Incledon | Edith « May » (1865-1936) = Walter Incledon | Edith « May » (1865-1936) = Walter Incledon | Edith « May » (1865-1936) = Walter Incledon | Edith « May » (1865-1936) = Walter Incledon | Edith « May » (1865-1936) = Walter Incledon |                                           |                                           |                                           |                                           | Emily Jane (1872-1963) = Edwin Neave | Emily Jane (1872-1963) = Edwin Neave | Emily Jane (1872-1963) = Edwin Neave | Emily Jane (1872-1963) = Edwin Neave | Emily Jane (1872-1963) = Edwin Neave | Emily Jane (1872-1963) = Edwin Neave |                                  |                                  | Mabel (1870-1904)          | Mabel (1870-1904)          | Mabel (1870-1904)           | Mabel (1870-1904)           | Mabel (1870-1904)             | Mabel (1870-1904)             |                               |                               |                               |                               |                               |                               |                               |                               |                               |                               |                                 |                                 | Arthur Reuel (1857-1896)        | Arthur Reuel (1857-1896)        | Arthur Reuel (1857-1896)        | Arthur Reuel (1857-1896)        | Arthur Reuel (1857-1896)           | Arthur Reuel (1857-1896)           |                                    |                                    |                                    |                                    | 5 fils et 5 filles               | 5 fils et 5 filles               | 5 fils et 5 filles               | 5 fils et 5 filles               | 5 fils et 5 filles | 5 fils et 5 filles |  |  |  |  |  |  |  |  |  |  |  |  |  |  |  |  |  |  |
| 3 fils et 1 fille | 3 fils et 1 fille | 3 fils et 1 fille              | 3 fils et 1 fille              | 3 fils et 1 fille                   | 3 fils et 1 fille                   |                                     |                                     |                                     |                                     | Edith « May » (1865-1936) = Walter Incledon | Edith « May » (1865-1936) = Walter Incledon | Edith « May » (1865-1936) = Walter Incledon | Edith « May » (1865-1936) = Walter Incledon | Edith « May » (1865-1936) = Walter Incledon | Edith « May » (1865-1936) = Walter Incledon |                                           |                                           |                                           |                                           | Emily Jane (1872-1963) = Edwin Neave | Emily Jane (1872-1963) = Edwin Neave | Emily Jane (1872-1963) = Edwin Neave | Emily Jane (1872-1963) = Edwin Neave | Emily Jane (1872-1963) = Edwin Neave | Emily Jane (1872-1963) = Edwin Neave |                                  |                                  | Mabel (1870-1904)          | Mabel (1870-1904)          | Mabel (1870-1904)           | Mabel (1870-1904)           | Mabel (1870-1904)             | Mabel (1870-1904)             |                               |                               |                               |                               |                               |                               |                               |                               |                               |                               |                                 |                                 | Arthur Reuel (1857-1896)        | Arthur Reuel (1857-1896)        | Arthur Reuel (1857-1896)        | Arthur Reuel (1857-1896)        | Arthur Reuel (1857-1896)           | Arthur Reuel (1857-1896)           |                                    |                                    |                                    |                                    | 5 fils et 5 filles               | 5 fils et 5 filles               | 5 fils et 5 filles               | 5 fils et 5 filles               | 5 fils et 5 filles | 5 fils et 5 filles |  |  |  |  |  |  |  |  |  |  |  |  |  |  |  |  |  |  |
|                   |                   |                                |                                |                                     |                                     |                                     |                                     |                                     |                                     |                                             |                                             |                                             |                                             |                                             |                                             |                                           |                                           |                                           |                                           |                                      |                                      |                                      |                                      |                                      |                                      |                                  |                                  |                            |                            |                             |                             |                               |                               |                               |                               |                               |                               |                               |                               |                               |                               |                               |                               |                                 |                                 |                                 |                                 |                                 |                                 |                                    |                                    |                                    |                                    |                                    |                                    |                                  |                                  |                                  |                                  |                    |                    |  |  |  |  |  |  |  |  |  |  |  |  |  |  |  |  |  |  |
|                   |                   |                                |                                |                                     |                                     |                                     |                                     |                                     |                                     |                                             |                                             |                                             |                                             |                                             |                                             |                                           |                                           |                                           |                                           |                                      |                                      |                                      |                                      |                                      |                                      |                                  |                                  |                            |                            |                             |                             |                               |                               |                               |                               |                               |                               |                               |                               |                               |                               |                               |                               |                                 |                                 |                                 |                                 |                                 |                                 |                                    |                                    |                                    |                                    |                                    |                                    |                                  |                                  |                                  |                                  |                    |                    |  |  |  |  |  |  |  |  |  |  |  |  |  |  |  |  |  |  |
|                   |                   |                                |                                | Marjorie Incledon (1891-1973)       | Marjorie Incledon (1891-1973)       | Marjorie Incledon (1891-1973)       | Marjorie Incledon (1891-1973)       | Marjorie Incledon (1891-1973)       | Marjorie Incledon (1891-1973)       |                                             |                                             |                                             |                                             |                                             |                                             | Mary Incledon (1895-1940)                 | Mary Incledon (1895-1940)                 | Mary Incledon (1895-1940)                 | Mary Incledon (1895-1940)                 | Mary Incledon (1895-1940)            | Mary Incledon (1895-1940)            |                                      |                                      | Edith Bratt (1889-1971)              | Edith Bratt (1889-1971)              | Edith Bratt (1889-1971)          | Edith Bratt (1889-1971)          | Edith Bratt (1889-1971)    | Edith Bratt (1889-1971)    |                             |                             | John Ronald Reuel (1892-1973) | John Ronald Reuel (1892-1973) | John Ronald Reuel (1892-1973) | John Ronald Reuel (1892-1973) | John Ronald Reuel (1892-1973) | John Ronald Reuel (1892-1973) |                               |                               |                               |                               |                               |                               | Hilary Arthur Reuel (1894-1976) | Hilary Arthur Reuel (1894-1976) | Hilary Arthur Reuel (1894-1976) | Hilary Arthur Reuel (1894-1976) | Hilary Arthur Reuel (1894-1976) | Hilary Arthur Reuel (1894-1976) |                                    |                                    |                                    |                                    |                                    |                                    |                                  |                                  |                                  |                                  |                    |                    |  |  |  |  |  |  |  |  |  |  |  |  |  |  |  |  |  |  |
|                   |                   |                                |                                | Marjorie Incledon (1891-1973)       | Marjorie Incledon (1891-1973)       | Marjorie Incledon (1891-1973)       | Marjorie Incledon (1891-1973)       | Marjorie Incledon (1891-1973)       | Marjorie Incledon (1891-1973)       |                                             |                                             |                                             |                                             |                                             |                                             | Mary Incledon (1895-1940)                 | Mary Incledon (1895-1940)                 | Mary Incledon (1895-1940)                 | Mary Incledon (1895-1940)                 | Mary Incledon (1895-1940)            | Mary Incledon (1895-1940)            |                                      |                                      | Edith Bratt (1889-1971)              | Edith Bratt (1889-1971)              | Edith Bratt (1889-1971)          | Edith Bratt (1889-1971)          | Edith Bratt (1889-1971)    | Edith Bratt (1889-1971)    |                             |                             | John Ronald Reuel (1892-1973) | John Ronald Reuel (1892-1973) | John Ronald Reuel (1892-1973) | John Ronald Reuel (1892-1973) | John Ronald Reuel (1892-1973) | John Ronald Reuel (1892-1973) |                               |                               |                               |                               |                               |                               | Hilary Arthur Reuel (1894-1976) | Hilary Arthur Reuel (1894-1976) | Hilary Arthur Reuel (1894-1976) | Hilary Arthur Reuel (1894-1976) | Hilary Arthur Reuel (1894-1976) | Hilary Arthur Reuel (1894-1976) |                                    |                                    |                                    |                                    |                                    |                                    |                                  |                                  |                                  |                                  |                    |                    |  |  |  |  |  |  |  |  |  |  |  |  |  |  |  |  |  |  |
|                   |                   |                                |                                |                                     |                                     |                                     |                                     |                                     |                                     |                                             |                                             |                                             |                                             |                                             |                                             |                                           |                                           |                                           |                                           |                                      |                                      |                                      |                                      |                                      |                                      |                                  |                                  |                            |                            |                             |                             |                               |                               |                               |                               |                               |                               |                               |                               |                               |                               |                               |                               |                                 |                                 |                                 |                                 |                                 |                                 |                                    |                                    |                                    |                                    |                                    |                                    |                                  |                                  |                                  |                                  |                    |                    |  |  |  |  |  |  |  |  |  |  |  |  |  |  |  |  |  |  |
|                   |                   |                                |                                |                                     |                                     |                                     |                                     |                                     |                                     |                                             |                                             |                                             |                                             |                                             |                                             |                                           |                                           |                                           |                                           |                                      |                                      |                                      |                                      |                                      |                                      |                                  |                                  |                            |                            |                             |                             |                               |                               |                               |                               |                               |                               |                               |                               |                               |                               |                               |                               |                                 |                                 |                                 |                                 |                                 |                                 |                                    |                                    |                                    |                                    |                                    |                                    |                                  |                                  |                                  |                                  |                    |                    |  |  |  |  |  |  |  |  |  |  |  |  |  |  |  |  |  |  |
|                   |                   |                                |                                | John Francis Reuel (en) (1917-2003) | John Francis Reuel (en) (1917-2003) | John Francis Reuel (en) (1917-2003) | John Francis Reuel (en) (1917-2003) | John Francis Reuel (en) (1917-2003) | John Francis Reuel (en) (1917-2003) |                                             |                                             |                                             |                                             | Joan Griffiths (1916-1982)                  | Joan Griffiths (1916-1982)                  | Joan Griffiths (1916-1982)                | Joan Griffiths (1916-1982)                | Joan Griffiths (1916-1982)                | Joan Griffiths (1916-1982)                |                                      |                                      | Michael Hilary Reuel (1920-1984)     | Michael Hilary Reuel (1920-1984)     | Michael Hilary Reuel (1920-1984)     | Michael Hilary Reuel (1920-1984)     | Michael Hilary Reuel (1920-1984) | Michael Hilary Reuel (1920-1984) |                            |                            | Faith Faulconbridge (1928-) | Faith Faulconbridge (1928-) | Faith Faulconbridge (1928-)   | Faith Faulconbridge (1928-)   | Faith Faulconbridge (1928-)   | Faith Faulconbridge (1928-)   |                               |                               | Christopher Reuel (1924-2020) | Christopher Reuel (1924-2020) | Christopher Reuel (1924-2020) | Christopher Reuel (1924-2020) | Christopher Reuel (1924-2020) | Christopher Reuel (1924-2020) |                                 |                                 | Baillie Klass (1941-)           | Baillie Klass (1941-)           | Baillie Klass (1941-)           | Baillie Klass (1941-)           | Baillie Klass (1941-)              | Baillie Klass (1941-)              |                                    |                                    | Priscilla Mary Reuel (1929-2022)   | Priscilla Mary Reuel (1929-2022)   | Priscilla Mary Reuel (1929-2022) | Priscilla Mary Reuel (1929-2022) | Priscilla Mary Reuel (1929-2022) | Priscilla Mary Reuel (1929-2022) |                    |                    |  |  |  |  |  |  |  |  |  |  |  |  |  |  |  |  |  |  |
|                   |                   |                                |                                | John Francis Reuel (en) (1917-2003) | John Francis Reuel (en) (1917-2003) | John Francis Reuel (en) (1917-2003) | John Francis Reuel (en) (1917-2003) | John Francis Reuel (en) (1917-2003) | John Francis Reuel (en) (1917-2003) |                                             |                                             |                                             |                                             | Joan Griffiths (1916-1982)                  | Joan Griffiths (1916-1982)                  | Joan Griffiths (1916-1982)                | Joan Griffiths (1916-1982)                | Joan Griffiths (1916-1982)                | Joan Griffiths (1916-1982)                |                                      |                                      | Michael Hilary Reuel (1920-1984)     | Michael Hilary Reuel (1920-1984)     | Michael Hilary Reuel (1920-1984)     | Michael Hilary Reuel (1920-1984)     | Michael Hilary Reuel (1920-1984) | Michael Hilary Reuel (1920-1984) |                            |                            | Faith Faulconbridge (1928-) | Faith Faulconbridge (1928-) | Faith Faulconbridge (1928-)   | Faith Faulconbridge (1928-)   | Faith Faulconbridge (1928-)   | Faith Faulconbridge (1928-)   |                               |                               | Christopher Reuel (1924-2020) | Christopher Reuel (1924-2020) | Christopher Reuel (1924-2020) | Christopher Reuel (1924-2020) | Christopher Reuel (1924-2020) | Christopher Reuel (1924-2020) |                                 |                                 | Baillie Klass (1941-)           | Baillie Klass (1941-)           | Baillie Klass (1941-)           | Baillie Klass (1941-)           | Baillie Klass (1941-)              | Baillie Klass (1941-)              |                                    |                                    | Priscilla Mary Reuel (1929-2022)   | Priscilla Mary Reuel (1929-2022)   | Priscilla Mary Reuel (1929-2022) | Priscilla Mary Reuel (1929-2022) | Priscilla Mary Reuel (1929-2022) | Priscilla Mary Reuel (1929-2022) |                    |                    |  |  |  |  |  |  |  |  |  |  |  |  |  |  |  |  |  |  |
|                   |                   |                                |                                |                                     |                                     |                                     |                                     |                                     |                                     |                                             |                                             |                                             |                                             |                                             |                                             |                                           |                                           |                                           |                                           |                                      |                                      |                                      |                                      |                                      |                                      |                                  |                                  |                            |                            |                             |                             |                               |                               |                               |                               |                               |                               |                               |                               |                               |                               |                               |                               |                                 |                                 |                                 |                                 |                                 |                                 |                                    |                                    |                                    |                                    |                                    |                                    |                                  |                                  |                                  |                                  |                    |                    |  |  |  |  |  |  |  |  |  |  |  |  |  |  |  |  |  |  |
|                   |                   |                                |                                |                                     |                                     |                                     |                                     |                                     |                                     |                                             |                                             |                                             |                                             |                                             |                                             |                                           |                                           |                                           |                                           |                                      |                                      |                                      |                                      |                                      |                                      |                                  |                                  |                            |                            |                             |                             |                               |                               |                               |                               |                               |                               |                               |                               |                               |                               |                               |                               |                                 |                                 |                                 |                                 |                                 |                                 |                                    |                                    |                                    |                                    |                                    |                                    |                                  |                                  |                                  |                                  |                    |                    |  |  |  |  |  |  |  |  |  |  |  |  |  |  |  |  |  |  |
|                   |                   | Michael George (1943-)         | Michael George (1943-)         | Michael George (1943-)              | Michael George (1943-)              | Michael George (1943-)              | Michael George (1943-)              |                                     |                                     |                                             |                                             |                                             |                                             | Joanna (1945-2023)                          | Joanna (1945-2023)                          | Joanna (1945-2023)                        | Joanna (1945-2023)                        | Joanna (1945-2023)                        | Joanna (1945-2023)                        |                                      |                                      |                                      |                                      | Judith (1951-)                       | Judith (1951-)                       | Judith (1951-)                   | Judith (1951-)                   | Judith (1951-)             | Judith (1951-)             |                             |                             |                               |                               | Simon (1959-)                 | Simon (1959-)                 | Simon (1959-)                 | Simon (1959-)                 | Simon (1959-)                 | Simon (1959-)                 |                               |                               | Adam (1969-)                  | Adam (1969-)                  | Adam (1969-)                    | Adam (1969-)                    | Adam (1969-)                    | Adam (1969-)                    |                                 |                                 |                                    |                                    | Rachel (1971-)                     | Rachel (1971-)                     | Rachel (1971-)                     | Rachel (1971-)                     | Rachel (1971-)                   | Rachel (1971-)                   |                                  |                                  |                    |                    |  |  |  |  |  |  |  |  |  |  |  |  |  |  |  |  |  |  |
|                   |                   | Michael George (1943-)         | Michael George (1943-)         | Michael George (1943-)              | Michael George (1943-)              | Michael George (1943-)              | Michael George (1943-)              |                                     |                                     |                                             |                                             |                                             |                                             | Joanna (1945-2023)                          | Joanna (1945-2023)                          | Joanna (1945-2023)                        | Joanna (1945-2023)                        | Joanna (1945-2023)                        | Joanna (1945-2023)                        |                                      |                                      |                                      |                                      | Judith (1951-)                       | Judith (1951-)                       | Judith (1951-)                   | Judith (1951-)                   | Judith (1951-)             | Judith (1951-)             |                             |                             |                               |                               | Simon (1959-)                 | Simon (1959-)                 | Simon (1959-)                 | Simon (1959-)                 | Simon (1959-)                 | Simon (1959-)                 |                               |                               | Adam (1969-)                  | Adam (1969-)                  | Adam (1969-)                    | Adam (1969-)                    | Adam (1969-)                    | Adam (1969-)                    |                                 |                                 |                                    |                                    | Rachel (1971-)                     | Rachel (1971-)                     | Rachel (1971-)                     | Rachel (1971-)                     | Rachel (1971-)                   | Rachel (1971-)                   |                                  |                                  |                    |                    |  |  |  |  |  |  |  |  |  |  |  |  |  |  |  |  |  |  |
|                   |                   | Catherine (1969-) Ruth (1982-) | Catherine (1969-) Ruth (1982-) | Catherine (1969-) Ruth (1982-)      | Catherine (1969-) Ruth (1982-)      | Catherine (1969-) Ruth (1982-)      | Catherine (1969-) Ruth (1982-)      |                                     |                                     |                                             |                                             |                                             |                                             | Mandy (1967) Royd (1969-) Michael (1975-)   | Mandy (1967) Royd (1969-) Michael (1975-)   | Mandy (1967) Royd (1969-) Michael (1975-) | Mandy (1967) Royd (1969-) Michael (1975-) | Mandy (1967) Royd (1969-) Michael (1975-) | Mandy (1967) Royd (1969-) Michael (1975-) |                                      |                                      |                                      |                                      | Freya (1976) Piers (1979-)           | Freya (1976) Piers (1979-)           | Freya (1976) Piers (1979-)       | Freya (1976) Piers (1979-)       | Freya (1976) Piers (1979-) | Freya (1976) Piers (1979-) |                             |                             |                               |                               | Nicholas (1990-) Anna (2002-) | Nicholas (1990-) Anna (2002-) | Nicholas (1990-) Anna (2002-) | Nicholas (1990-) Anna (2002-) | Nicholas (1990-) Anna (2002-) | Nicholas (1990-) Anna (2002-) |                               |                               |                               |                               |                                 |                                 |                                 |                                 |                                 |                                 |                                    |                                    |                                    |                                    |                                    |                                    |                                  |                                  |                                  |                                  |                    |                    |  |  |  |  |  |  |  |  |  |  |  |  |  |  |  |  |  |  |

## Familles liées

### Famille Incledon
Dans son enfance, J. R. R. Tolkien et son frère Hilary passent fréquemment une partie de leurs vacances chez leur tante Edith Suffield, surnommée « May ». Celle-ci a épousé Walter Incledon, un commerçant de Birmingham, et ils ont eu deux filles, Marjorie et Mary, à peu près du même âge que Tolkien. C'est lors de ses séjours chez les Incledon, à Barnt Green (Worcestershire), que Tolkien conçoit, avec ses cousines, ses premières langues imaginaires. C'est d'abord l’animalique, plus un code qu'une langue, qui consiste à remplacer les mots d'une phrase par des noms d'animaux. Après que Marjorie eut perdu tout intérêt pour cette langue, Tolkien et Mary conçurent un nouveau langage, plus élaboré, le nevbosh ou « nouveau non-sens ». Quelques décennies plus tard, Tolkien évoque ces deux langues, ainsi que le naffarin, imaginé seul après le nevbosh, dans sa conférence Un vice secret.
Par la suite, Mary, convertie au catholicisme, devient la marraine de John Francis Reuel Tolkien, le fils aîné de J. R. R. Tolkien. Elle meurt d'un cancer en 1940. Sa sœur Marjorie devient peintre.

### Famille Suffield
La famille Suffield est originaire d'Evesham (Worcestershire), mais s'est au fil du temps déplacée vers Birmingham et sa banlieue. En 1900, la conversion au catholicisme de la mère de Tolkien a pour conséquence son reniement par son père John et son beau-frère, Walter Incledon, qui lui coupent les vivres. Néanmoins, les fils de Mabel ne semblent pas avoir souffert de cette décision, et après la mort de leur mère, ils sont brièvement placés chez leur tante par alliance Beatrice Suffield.
Tolkien déclare par la suite, dans une lettre à son fils Michael : « Bien que je sois un Tolkien par le nom, je suis un Suffield par mes goûts, mes talents et mon éducation, et chaque recoin [du Worcestershire] m'est d'une façon indéfinissable « familier ». »